# Vadym Tkačuk
Vadym Tkačuk (in ucraino Вадим Ткачук?; 9 marzo 1970) è un pentatleta ucraino.

## Palmarès
In carriera ha conseguito i seguenti risultati:
- Europei

Drzonków 1999: argento nel pentathlon moderno staffetta a squadre.
Sofia 2001: bronzo nel pentathlon moderno a squadre.
Usti nad Labem 2002: bronzo nel pentathlon moderno staffetta a squadre.